# Мариго
Мариго (на френски: Marigot) е главен град и столица на френската част на карибския остров Сен Мартен. Разположен е на западното крайбрежие. Според данни от 2006 г. градът има население от 5700 души.
Основан през 18 век, Мариго е типично карибско рибарско селище, със сгради в колониален стил и с две пристанища. Освен риболова в града се развива успешно и туризмът.